# Maculonaclia brevipenis
Maculonaclia brevipenis is een vlinder uit de onderfamilie beervlinders (Arctiinae) van de familie der spinneruilen (Erebidae). De wetenschappelijke naam van de soort werd in 1964 gepubliceerd door Paul Griveaud.
Deze soort komt voor op Madagaskar.